# Neroplja
Neroplja (ryska: Неропля) är ett vattendrag i Belarus.   Det ligger i voblasten Mahiljoŭs voblast, i den nordöstra delen av landet, 140 km öster om huvudstaden Minsk.
Omgivningarna runt Neroplja är en mosaik av jordbruksmark och naturlig växtlighet. Runt Neroplja är det glesbefolkat, med 17 invånare per kvadratkilometer.